# Michael Hrbata
Michael Hrbata (* 9. května 1971 Moravská Třebová) je český politik ODS, v letech 2010 až 2013 náměstek ministra obrany, v letech 2006 až 2010 poslanec Poslanecké sněmovny PČR.

## Životopis
V letech 1989–1993 vystudoval Vojenskou vysokou školu Vyškov, poté politologii na CEVRO Institutu Praha a od roku 2007 je studentem doktorského studia na Policejní akademii Praha. Od roku 1994 do 2001 působil jako obchodní ředitel stavební společnosti Lawstav, s.r.o. Od roku 2001 do roku 2010 byl jednatelem soukromé stavební a obchodní společnosti PAREA, s.r.o.
V komunálních volbách roku 2002 neúspěšně kandidoval do zastupitelstva města Vyškov za ODS. Zvolen sem byl v komunálních volbách roku 2006. Opětovně neúspěšně kandidoval v komunálních volbách roku 2010. Profesně se k roku 2002 uvádí jako podnikatel, v roce 2006 jako poslanec, roku 2010 coby náměstek ministra obrany.
Ve volbách v roce 2006 byl zvolen z osmého místa kandidátní listiny do poslanecké sněmovny za ODS (volební obvod Jihomoravský kraj). Zasedal ve sněmovním výboru pro obranu a byl jeho místopředsedou, v letech 2008–2010 byl členem výboru pro bezpečnost. Ve sněmovně setrval do voleb v roce 2010.
Působí jako místopředseda regionálního sdružení ODS Jihomoravského kraje a předseda OS ODS Vyškov.
22. července 2010 byl jmenován do funkce náměstka ministra obrany pro personalistiku. Jeho kompetence zahrnují personalistiku, vojenské školství a armádní sport. Disponuje bezpečnostní prověrkou západoevropské unie pro nakládání s materiály západoevropské unie do stupně „TAJNÉ“, bezpečnostní prověrkou NATO pro nakládání s řízenými dokumenty aliance NATO na stupeň „TAJNÉ“ a bezpečnostní prověrkou NBÚ na stupeň „TAJNÉ“ k nakládání s národními utajovanými dokumenty. Ovládá ruský, německý a anglický jazyk. V dubnu 2013 byl ministrem obrany ČR Vlastimilem Pickem z funkce náměstka odvolán.
V roce 2022 byl jako představitel společnosti Techniserv pravomocně odsouzen za manipulaci veřejných zakázek a podplácení. Proti rozsudku podal dovolání k Nejvyššímu soudu, ten je ale odmítl. 
V květnu 2023 zamítl Ústavní soud jeho stížnost a rozsudek tak byl definitivně potvrzen.

## Politické a odborné funkce
- Náměstek ministra obrany
- Předseda Krizového štábu MO
- Předseda Komise pro rovnoprávnost mužů a žen v rezortu MO
- Člen řídícího výboru Českých drah
- Člen výboru pro audit Českých drah
- Člen vědecké rady Univerzity obrany
- Člen Akademického sněmu Akademie věd ČR
- Člen dozorčí rady – LOM PRAHA s.p.
- Člen dozorčí rady – VLS s.p.
- Člen dozorčí rady – České dráhy, s.p.
- Člen finanční a majetkové komise JMK
- Člen komise pro bydlení (garant privatizace bytového fondu města Vyškova)
- Místopředseda regionálního sdružení ODS JMK
- Člen regionální rady Regionálního sdružení ODS JMK
- Předseda Oblastního sdružení ODS Vyškov
- Člen poslaneckého klubu ODS